# Liste der Monuments historiques in Saint-Georges-des-Coteaux
Die Liste der Monuments historiques in Saint-Georges-des-Coteaux führt die Monuments historiques in der französischen Gemeinde Saint-Georges-des-Coteaux auf.

## Liste der Bauwerke
| Bezeichnung         | Beschreibung                       | Standort | Kennzeichnung | Schutzstatus   | Datum     | Bild           |
| ------------------- | ---------------------------------- | -------- | ------------- | -------------- | --------- | -------------- |
| Château de Romefort | Schloss, erbaut im 15. Jahrhundert | (Lage)   | PA00135585    | Inscrit Classé | 1995 2002 | weitere Bilder |
| Kirche St-Georges   | Erbaut im 12. Jahrhundert          | (Lage)   | PA00105174    | Classé         | 1909      | weitere Bilder |

## Liste der Objekte

### Kirche St-Georges
| Bezeichnung                             | Beschreibung                       | Standort | Kennzeichnung | Schutzstatus | Datum | Bild |
| --------------------------------------- | ---------------------------------- | -------- | ------------- | ------------ | ----- | ---- |
| Monstranz                               | Silber, vergoldet, 1798 und 1809   | (Lage)   | PM17001787    | Inscrit      | 1994  |      |
| Gemälde Geburt Jesu                     | 19. Jahrhundert                    | (Lage)   | PM17001206    | Inscrit      | 1981  |      |
| Ölgemälde Heiliger Georg zu Pferd       | 1784                               | (Lage)   | PM17000384    | Classé       | 1984  |      |
| Gemälde Krönung Mariens                 | 19. Jahrhundert                    | (Lage)   | PM17001202    | Inscrit      | 1981  |      |
| Trauerband (Litre funéraire)            |                                    | (Lage)   | PM17000382    | Classé       | 1909  |      |
| Ölgemälde mit Rahmen: Heilige Katharina | Leinwand und Holz, 18. Jahrhundert | (Lage)   | PM17000385    | Classé       | 1984  |      |
| Taufbecken                              | Stein, 19. Jahrhundert             | (Lage)   | PM17001208    | Inscrit      | 1981  |      |
| Weihwasserbecken                        | Stein, 18. Jahrhundert             | (Lage)   | PM17001209    | Inscrit      | 1981  |      |
| Tabernakel                              | Holz, vergoldet, 18. Jahrhundert   | (Lage)   | PM17001205    | Inscrit      | 1981  |      |
| Gemälde Kreuzigung                      | 19. Jahrhundert                    | (Lage)   | PM17001201    | Inscrit      | 1981  |      |
| Gemälde Heilige Dreifaltigkeit          | 19. Jahrhundert                    | (Lage)   | PM17001203    | Inscrit      | 1981  |      |
| Gemälde Heiliger Antonius von Padua (?) | 19. Jahrhundert                    | (Lage)   | PM17001204    | Inscrit      | 1981  |      |
| Skulptur Christus am Kreuz              | Holz, 18. Jahrhundert              | (Lage)   | PM17001207    | Inscrit      | 1981  |      |
| Ölgemälde Heilige Familie               | 18. Jahrhundert                    | (Lage)   | PM17000383    | Classé       | 1984  |      |